# Rádio Espírito Santo
A Rádio Espírito Santo é uma emissora de rádio da cidade de Vitória, no Espírito Santo. Fundada em 1940, é a rádio mais antiga no estado. Opera na frequência FM 89.1 MHz, oriunda da migração AM-FM. Pertence ao Governo do Espírito Santo.

## História

### A Fundação da Rádio Espírito Santo
Fundada em 9 de setembro de 1933, na capital, Vitória, a Rádio Clube do Espírito Santo, prefixo PRI-9 foi a primeira emissora de rádio do estado.
Por volta de 1935, um grupo de capixabas entusiastas do rádio, se reuniu para fundar no estado, uma sociedade que tinha por fim a radiodifusão. Criaram, então, a Rádio Clube do Espírito Santo, uma das primeiras emissoras de rádio do país. Nos primeiros tempos, a Sociedade Rádio Clube do Espírito Santo enfrentou dificuldades financeiras, pois o material necessário para a transmissão foi adquirido no eixo Rio-São Paulo, o que, logicamente, implicava em preços elevados. Em 1936, a Sociedade Rádio Clube do Espírito Santo obteve apoio financeiro e material de várias autoridades políticas do estado, como por exemplo, do interventor do estado, João Punaro Bley e do prefeito de Vitória, Álvaro Sarlo.
Em abril de 1937, teve início a construção da sede da Rádio Clube do Espírito Santo, no Bairro da Bomba, na cidade de Vitória. E, no dia 12 de outubro de 1939 a emissora entrou em funcionamento em caráter experimental. No ano seguinte, a 15 de janeiro de 1940, foi inaugurada oficialmente, batizada de PRI-9 - Rádio Clube do Espírito Santo, "A Voz de Canaã", como anunciavam, na época, seus "speakers". Na festa de inauguração realizada no suntuoso Teatro Glória, no centro da cidade, apresentaram-se artistas consagrados nacionalmente, como o cantor Carlos Galhardo e a dupla Murilo Caldas e Lolita França. Apresentaram-se, também, artistas capixabas, entre eles, Marly Viana, Didi Chagas, Derly Santos, Joel Guilherme, Jair Amorim, Bento Machado Guimarães e Aloísio Rocha, Orquestra de Clóvis Cruz, Os Irmãos Oliveira (Maurício e José de Oliveira), Trio Capixaba e o Primeiro Regional da Rádio Clube, formado por Luiz Noronha, Cícero Dantas dos Santos, Nelson do Pandeiro, Claudionor, Jefa, Maurício Oliveira, Odil do Clarinete e José de Oliveira. Na ocasião, foi inaugurado também o Auditório da Rádio Clube, situado na Rua Araribóia, número 48, no centro de Vitória, local onde também funcionavam os estúdios da emissora. A base da programação da Rádio era a música popular. Havia, também, programas esportivos, de informação política, humorísticos e até de radio novelas. Para movimentar toda essa atividade, a Rádio Clube do Espírito Santo chegou a operar com oitocentos funcionários.

### As Primeiras Programações da Rádio Clube do Espírito Santo
A programação da PRI-9 contou sempre com a participação do público. Toda ela era feita em programas ao vivo, organizados pelos animadores da emissora, com distribuição de prêmios e brincadeiras, como por exemplo, o programa Sinfonia do Gongo, apresentado por Duarte Júnior; Parabéns Pra Você, sob o comando de Gilberto Nascimento, além de Programas de Calouros e outros exclusivamente musicais. O sucesso da Rádio Clube era tamanho naquela época que as pessoas deslocavam-se do interior do Estado, em caravanas, para participar de toda a programação ao vivo que acontecia no Auditório da rua Araribóia, 48.
Os novos rumos da PRI-9: No final da década de 1940, a Sociedade Clube do Espírito Santo passou a pertencer ao Governo do Estado, por determinação do governo federal, -recebendo o nome de Rádio Espírito Santo, permanecendo até os dias atuais. No dia 8 de setembro de 1950, foi inaugurado um transmissor de 10 KW de potência, novo e moderníssimo para a época, fazendo com que a emissora passasse a ser ouvida em quase todo o território nacional, na costa do continente africano, países da América Latina e Europa. O Brasil daquela época apresentava condições propícias para a propagação das ondas.

### Migração para o FM
Em março de 2023, a emissora mais tradicional do estado, recebeu autorização para migrar para FM, na frequência de 89.1. Em setembro, após 3 semanas de testes, inaugurou seu novo sinal em FM no dia 27, com a presença do governador Renato Casagrande (o qual ligou o transmissor da mesma) e convidados, sendo esta a ultima migrante dentro da capital. A mudança de frequência remete a uma reestruturação do sistema de comunicação pública do estado, além da expansão do sinal da TVE. A emissora com a nova frequência, contará com mais atrações ao longo dos meses.